# Macropharyngodon geoffroy
Macropharyngodon geoffroy es una especie de peces de la familia Labridae en el orden de los Perciformes.

## Morfología
Los machos pueden llegar alcanzar los 15 cm de longitud total.

## Distribución geográfica
Se encuentra desde las Hawái hasta la Polinesia Central, Micronesia e Indias Orientales.